# Масатлан
Масатлан (ісп. Mazatlán) — місто на березі Тихого океану в мексиканському штаті Сіналоа. Місто є адміністративним центром однойменного муніципалітету Масатлан. З кількістю населення 438434 чоловік (місто), та 489987 (муніципалітет) — Масатлан є другим найбільшим містом штату.
Масатлан є одним з провідних курортів Мексики. Місто відоме своїм теплим морським кліматом, мальовничою природою і красивими пляжами, завдяки своїй дивовижній красі отримало назву «Перлина Тихого океану» (ісп. La Perla del Pacífico). Курортна інфраструктура, що включає численні готелі і пляжі, простяглася на 17 кілометрів уздовж океанського узбережжя.

### Клімат
Місто знаходиться у зоні, котра характеризується кліматом тропічних саван. Найтепліший місяць — липень із середньою температурою 28.9 °C (84 °F). Найхолодніший місяць — січень, із середньою температурою 20.6 °С (69 °F).
| Клімат Масатлана        | Клімат Масатлана | Клімат Масатлана | Клімат Масатлана | Клімат Масатлана | Клімат Масатлана | Клімат Масатлана | Клімат Масатлана | Клімат Масатлана | Клімат Масатлана | Клімат Масатлана | Клімат Масатлана | Клімат Масатлана | Клімат Масатлана |
| Показник                | Січ.             | Лют.             | Бер.             | Квіт.            | Трав.            | Черв.            | Лип.             | Серп.            | Вер.             | Жовт.            | Лист.            | Груд.            | Рік              |
| Абсолютний максимум, °C | 32               | 33               | 35               | 36               | 36               | 37               | 37               | 36               | 37               | 36               | 35               | 35               | 37               |
| Середній максимум, °C   | 26               | 26               | 27               | 28               | 30               | 31               | 32               | 32               | 32               | 31               | 30               | 27               | 30               |
| Середня температура, °C | 20               | 20               | 21               | 22               | 24               | 28               | 28               | 28               | 28               | 27               | 23               | 21               | 25               |
| Середній мінімум, °C    | 13               | 13               | 13               | 16               | 18               | 24               | 25               | 25               | 24               | 22               | 17               | 15               | 19               |
| Абсолютний мінімум, °C  | 7                | 5                | 7                | 5                | 7                | 17               | 18               | 17               | 18               | 10               | 7                | 7                | 5                |
| Днів з дощем            | 3                | 1                | 1                | 0                | 1                | 3                | 13               | 13               | 11               | 3                | 2                | 3                | 54               |
| ----------------------- | ---------------- | ---------------- | ---------------- | ---------------- | ---------------- | ---------------- | ---------------- | ---------------- | ---------------- | ---------------- | ---------------- | ---------------- | ---------------- |
| Джерело: Weatherbase    |                  |                  |                  |                  |                  |                  |                  |                  |                  |                  |                  |                  |                  |